# Costanzo de Peris
Costanzo de Peris, o Constanzo de Peris o Costanzo Petris o Costanzo Petri o Costanzo Paris (1600 circa – 1665 circa), è stato un pittore e disegnatore italiano di prospettive di origine borgognona o piemontese attivo a Roma tra il 1615 e il 1665.

## Formazione
Il maestro di Costanzo è stato individuato nel pittore caravaggesco Carlo Saraceni; suoi colleghi sarebbero stati Lorenzo Amati, Jean Le Clerc, Antonio Girella e Ulrich Loth. È però probabile che, al fianco di Claude Lorrain e Viviano Codazzi, abbia imparato molto come aiutante di Agostino Tassi, pittore esperto di quadrature architettoniche. Secondo l’avvocato Bartolomeo Ricci, nel 1643 Costanzo frequentava ancora la bottega di Tassi in via del Corso, assieme ad altri due aiutanti, pure stranieri: “Monsù Giorgio” (probabilmente Joris van den Hoeck, fiammingo) e “Agostino” (Agostino Burassi, catalano).
Nel 1645 fu coinvolto in un processo a seguito di una causa col suo padrone di casa per fatti avvenuti quattro anni prima. Dal verbale, si scopre che Costanzo aveva ritratto a grandezza naturale un certo Salvatore Cacace, che in cambio gli aveva concesso vitto e alloggio (oltre che delle calze di seta). A detta del pittore, Cacace si era appropriato di tre dei suoi quadretti raffiguranti la Fontana dell'Acqua Acetosa con figurine, un paesino con rovine e figure a cavallo e una battaglia alla maniera di Guillaume Courtois detto il Borgognone. Alla richiesta di riaverli indietro, il padrone di casa aveva opposto un rifiuto affermando di averli pagati. A quel punto il magistrato ordinò una perizia che quantificare il danno. Il ritratto venne stimato da Giovanni Francesco Romanelli mentre i tre quadretti furono fatti valutare da due periti, che sono Agostino Tassi per conto di Cacace e Lorenzo Amati per conto di Costanzo, che vinse la causa.
In questa occasione, il notaio romano Orlandi segnò il suo nome come Pietro de Petri romano, diligente disegnatore. Si trattava in realtà di Costanzo, figlio del defunto Pietro De Petris de Goris pedemontanus pictor, da non confondere col pittore Pietro de Petri, della provincia di Novara e di cui si occupa anche Lione Pascoli nel suo Vite de' pittori, scultori, ed architetti moderni.
In un’altra occasione, Costanzo pensava che i suoi dipinti valessero intorno a uno scudo, ma due accademici, Spadarino e Francesco Romanelli, li stimarono rispettivamente 12 e 25 scudi.

## Opere
Costanzo era un pittore capace di dipingere ritratti ma gli vennero affidati soprattutto dipinti di architetture, alcuni dei quali rimasero nella casa di Agostino Tassi dopo la sua morte. È suo un disegno del 1659 conservato in Canada e presentato da Rudolf Wittkower nel suo studio sul contro-progetto per Piazza San Pietro. Esso raffigura “two monumental allegories representing the Church surmounting the world, accompanying a circular counter-proposal to Bernini's oval for Saint Peter's Square in Rome”, che reca la firma "Constanzo de Peris Inventore" scritto sulla modanatura in cima al piedistallo del disegno di destra. Per Wittkover si tratta di gruppi scultorei di Religione Christiana (…) pensati per occupare il centro della piazza” ma solamente eseguiti dall’artista sulla base delle idee di qualcun altro, anche perché “The identity of Constanzo de Peris remains a complete riddle; his name appears neither in contemporary writings nor in any documents connected with the history of the piazza”.
Il nome di “Costanzo Pittore” compare invece nell’Archivio Doria Pamphili nel 1660, in relazione al pagamento finale per una “Pittura di Prospettiva fatta alla Loggia del Palazzo” e ancora nel 1661, in una lettera del 6 settembre che Angelo Nardi invia a Cesare Malvicini e nella quale si riportano i ringraziamenti dell’artista e la richiesta di ulteriori indicazioni circa una eventuale commissione; probabilmente è sempre Costanzo il pittore venuto dalla Francia e citato nella lettera che il 19 giugno 1665 Camillo scrive a Caferri.
Esistono poi alcuni documenti che legano con certezza il suo nome alla cappella di Sant’Agnese nella chiesa di Sant'Agnese in Agone a Roma, di pertinenza dello stesso Palazzo Pamphilj. Sopra l’altare della cappella di Sant’Agnese, si erge la statua della santa in piedi su un piedistallo, scolpita in marmo bianco di Carrara, come i due angeli soprastanti, da Ercole Ferrata nel 1661, mentre sullo sfondo si vede una galleria composta da pilastri dorici in marmo verde antico con due volte a crociera in breccia corallina e marmo di Serravezza realizzata in prospettiva accelerata. Un documento del marzo 1663 attesta il pagamento all’artista, pittore “in dipingere le prospettive”, per “un modello della prospettiva per la cappella di S. Agnese”. Costanzo eseguì l'opera, che poi sarà copiata nella cappella di S. Sebastiano, dalla parte opposta della chiesa, completandola nel settembre del 1665 con la pittura celeste del fondo.

### Fonti archivistiche
- Archivio di Stato di Roma
- Archivio Doria Pamphili
- Canadian Centre for Architecture, Montréal